# Museo della vecchia ferriera
Il museo della vecchia ferriera di Ronciglione è un museo comunale inaugurato il 19 dicembre 2015.

## Storia del museo
Il Museo della vecchia ferriera è stato inaugurato il 19 dicembre del 2015, dopo il rinvenimento e la sistemazione della più antica ferriera del paese, situata in via delle Cartiere e che ha ricoperto una tappa di storia importante per la città, sia da un punto di vista storico-culturale che economico-commerciale.